# ریجان (دلیجان)
ریجان (دلیجان)، روستایی از توابع بخش مرکزی شهرستان دلیجان در استان مرکزی است  نزدیک  جوار ملکوتی سلطان علی بن محمد باقر است

## جمعیت
این روستا در دهستان جوشق قرار دارد و براساس سرشماری مرکز آمار ایران در سال ۱۳۸۵، جمعیت آن ۱۶۱ نفر (۵۰خانوار) بوده‌است.